# Wohnraumhelden
Die Wohnraumhelden sind eine 2002 in Hannover gegründete Band. Sie besteht aus C-Punkt Stein-Schneider, die Stimme der Vernunft alias Christof Stein-Schneider und B-Man Mayor, der Vulkan der Romantik alias Fabian Schulz.

## Geschichte
Bei einer Jamsession 2002 in der Wohnung von Fabian Schulz entstand der Gedanke, eine neue Band zu gründen. Diese wurde dann vom langjährigen Weggefährten der Band Fury in the Slaughterhouse, bei der Christof damals noch Gitarrist war, Jens Krause aufgenommen und produziert.
Überregional bekannt wurde die Band erstmals durch Montagsdemonstrationen gegen das niedersächsische Nichtraucherschutzgesetz, die von Christof Stein-Schneider organisiert wurden und für die der Protestsong Wir sind der Rauch geschrieben wurde.
Weiterhin setzt sich die Band unter anderem für globalen Klimaschutz ein.
Live ist die Band des Öfteren als Supporting Act für Torfrock zu sehen oder auf Open-Air-Festivals, wo sie zumeist mit ihrer mobilen Bühne, einer umgebauten Piaggio Ape, unterwegs sind. Besonders hervorzuheben ist während der Konzerte, dass nach fast jedem zweiten Lied, manchmal auch öfter, der Hinweis kommt:
„Ich weiß nicht, ob ich es schon erwähnt habe. Wir sind die Wohnraumhelden aus Hannover slash Linden. Wir sind im Namen der Göttin der Musik unterwegs. Wir glauben an eine bessere Welt, wir kämpfen für eine bessere Welt …“

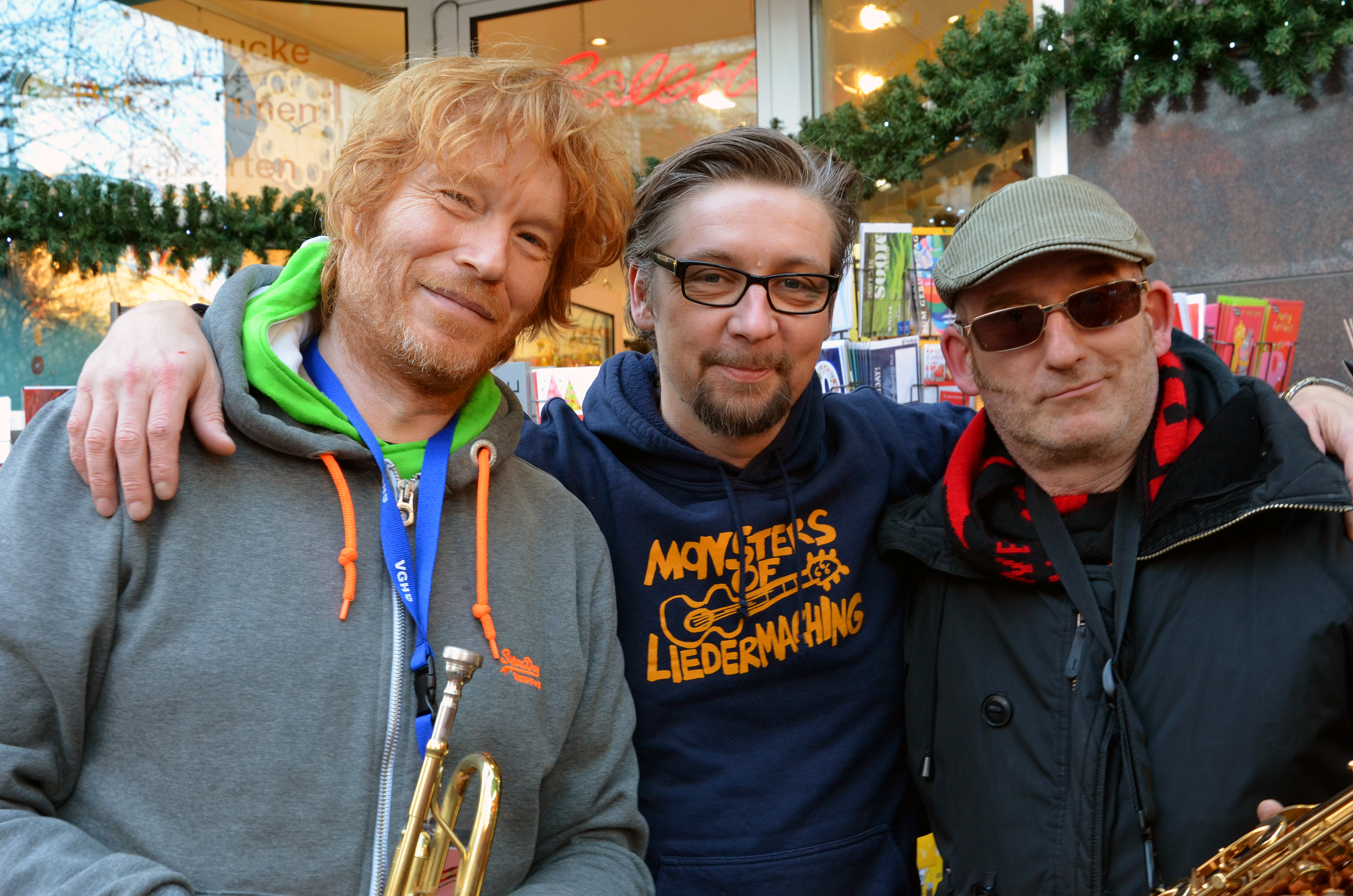
Die Musiker Christof Stein-Schneider, Fabian Schulz und Thomas König bei ihrem Spendenaufruf für Die!!! Weihnachtsfeier 2013 für Obdachlose und Bedürftige in Hannover

Im März 2011 stellten die Wohnraumhelden zusammen mit vielen anderen Künstlern aus Hannover eine Benefiz-CD zugunsten von Hannover 96 vor, als eine Solidaritätserklärung mit dem Verein und ihrer Stadt. Für diesen Sampler wurde exklusiv das Lied HSV zur Verfügung gestellt, der aber entgegen dem irreführenden Titel nichts mit dem Verein HSV aus Hamburg zu tun hat.
Am 8. Mai 2011 gab die Band in einer Dornier Do 28 D Skyservant (Baujahr 1973) während des Flugs ein Konzert in der zehn Passagiere fassenden Maschine.
In den Kellern des Unabhängigen Jugendzentrums Glocksee in Hannover fanden am 25. und 26. Mai 2012 Liveaufnahmen für das Album „wirklich evil“ statt, welche dann auf CD zum 10-jährigen Bestehen der Band bzw. zur Tour mit dem „Unglaublichen Heinz“ veröffentlicht wurden.
Im August 2014 unternahmen die Wohnraumhelden eine „Welttournee“, die zu Stationen wie „Texas“ bei Hessisch Oldendorf oder „Brasilien“ bei Schönberg führte. Dies erfolgte in Anlehnung an ihr Debüt-Album "Welthits" von 2003. Die Tournee wurde vom NDR im Rahmen der Sendereihe Sommergeschichten ausgestrahlt.
Seit Dezember 2014 treten die Wohnraumhelden gelegentlich in 11-köpfiger Formation als Wohnraumheldenliga auf.

## Diskografie

### Alben
- 2003: Welthits
- 2005: Die Rückkehr der Wohnraumhelden
- 2006: Jetzt mal im Ernst (Split-CD-Album) – Die Wohnraumhelden vs. Mirco Buchwitz
- 2007: Ein scHerz für Linden (Mini-EP-Album) – Die Wohnraumhelden vs. 121crew
- 2008: Tourlaub (Live-Album)
- 2008: The Rock´n Rolling Hotel (Mini-EP-Album)
- 2009: Kung-Fu Schule
- 2009: Das BESTE der Wohnraumhelden (Live-Album)
- 2011: Rock'n'Roll Puppentheater
- 2012: wirklich evil
- 2014: Rettung naht (Nur echt mit dem gelben, veganen Gummiband)

### Singles
- 2003: Sonnenlicht
- 2008: Wir sind der Rauch
- 2008: Wir sind Scorpions
- 2011: Rock – Die Wohnraumhelden und Torfrock
- 2016: Wohnraumheldenliga